# Webbplats

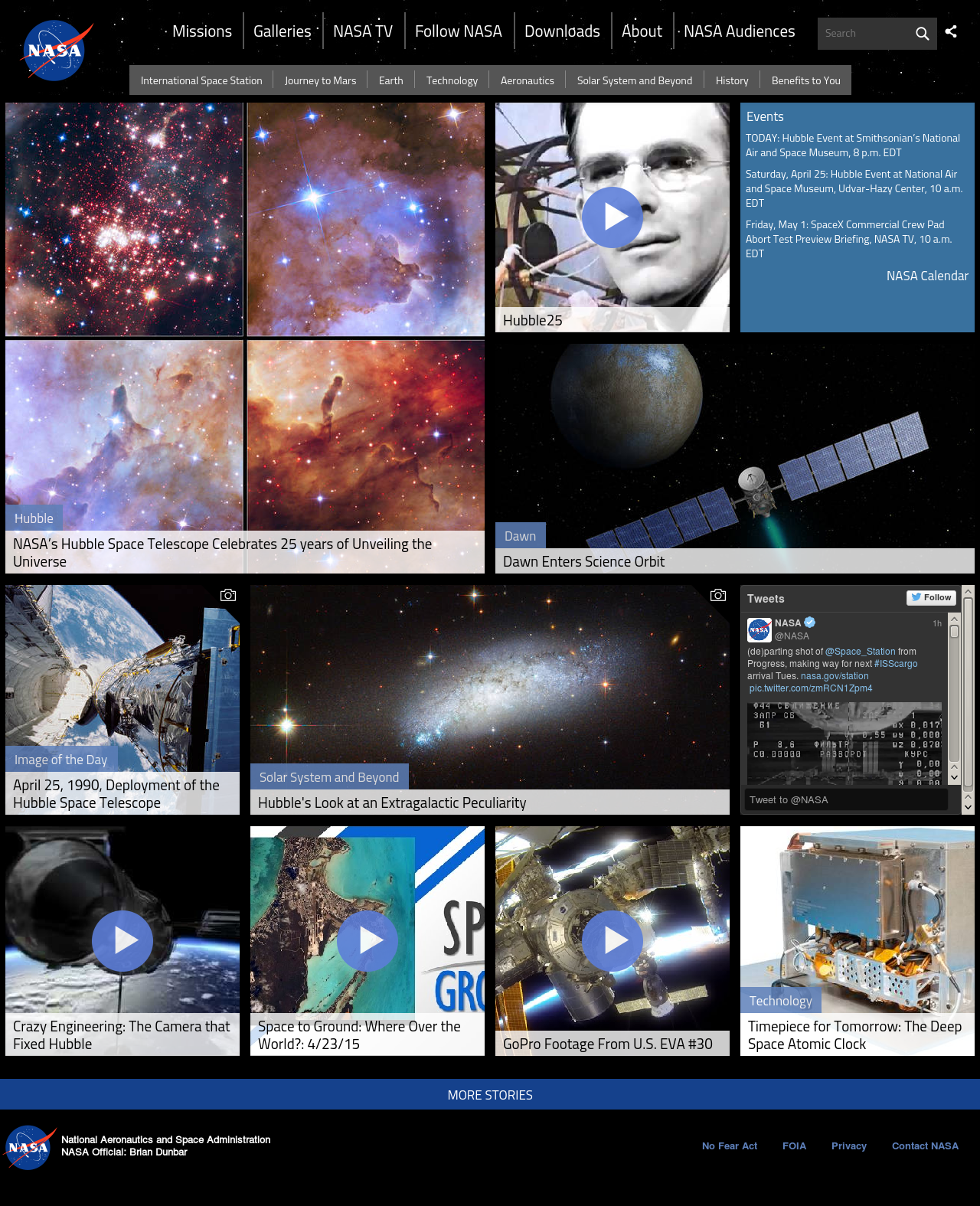
Webbplatsen NASA.gov som den såg ut i april 2015.

En webbplats är en sammanhängande samling av texter, dokument, bilder och multimedia som lagras på en webbserver, och som är nåbar över webben (det vill säga, genom kommunikation över Internet med protokollet HTTP).
För att besöka en webbplats används en webbläsare där webbplatsens adress, dess URL, anges. Olika bitar information – webbsidor, bilder etcetera – hämtas från webbplatsen när besökaren önskar se dem. Hyperlänkar gör att vissa ord kan leda vidare till andra sidor och kan även leda till information på andra webbplatser. För att kunna göra en webbplats tillgänglig för andra behövs en webbserver (ofta hyrs plats på ett webbhotell). Man brukar komma åt en webbplats genom IP-adress men man brukar oftast använda ett domännamn. Webbplatsen byggs främst upp genom programmering där grunden består av HTML följt av Cascading Style Sheets och Javascript.  Det finns företag som utvecklar webbplatser åt andra företag eller privatpersoner, så kallade webbyråer.

## Nomenklatur
Webbplats kallas också informellt för sajt, webbsajt, website med flera anglicismer och pseudoanglicismer.
Ordet webbplats används ibland felaktigt med betydelsen ”webbsida”, det vill säga en enskild sida på en webbplats.
Ordet hemsida (engelska: Home page) används också ibland som synonym till webbplats, i synnerhet en personlig webbplats, men kan även ha andra betydelser. På grund av detta rekommenderar Svenska datatermgruppen att man undviker ordet till förmån för mer precisa ord som ”webbplats”, ”webbsida”, ”ingångssida” och ”startsida” i de olika betydelserna.

## Personliga webbplatser
Bland de första att erbjuda användare att skapa personliga webbplatser hemsidor var leverantörerna Geocities, Angelfire och Lycos i USA. I Sverige började internetleverantören Swipnet att erbjuda sina kunder att skapa egna webbplatser 1994. Även internetleverantören Algonet och portalen Passagen börjar erbjuda tjänsten 1994 respektive 1996. De första personliga webbplatserna var ofta experiment som fungerande som en blandning mellan ett CV och en övning i webbutveckling. En studie genomförd 1998 av Anna-Malin Karlsson visade att grundfunktionen med de personliga hemsidorna på den tiden oftast var att visa vem hemsideskaparen var och presentera dess intressen. Vissa hemsidor användes snarare som en form av gesällprov i webbplatsbyggande, där besökarna gav varandra utlåtande om hemsidan utseende och funktioner. Det var även vanligt med hemsidor som kretsade kring något specifikt ämne som hemsideskaparen var intresserad av, en sorts faktabank. Några hemsidor presenterade även sådant som hemsideinnehavaren hade skapat själv till exempel dikter eller bilder. Till stor del kretsade det även kring kommunikation som att lämna meddelanden i gästböcker som ofta fanns på hemsidorna. I samband med att bloggar och sociala nätverk började dyka upp under andra halvan av 00-talet så dalade den personliga hemsidans popularitet.